# Rosa praetermissa
Rosa praetermissa — вид рослин з родини трояндових (Rosaceae).

## Опис
Низький кущ 40–80 см заввишки.

## Поширення
Вид зростає в Ставропольському краю.